# 이종덕
이종덕(李鍾悳, 일본식 이름: 江本鍾悳에모토 쇼토쿠, 1896년 10월 6일 ~ 1961년 12월 2일)은 일제강점기의 관료로, 본적은 충청남도 예산군 예산면이다.

## 생애
1917년 경성보성법률상업학교 법과를 졸업했으며 1920년부터 1927년 6월까지 충남상업주식회사 감사역과 상무이사를 역임했다. 1923년 8월 12일 조선민립대학기성회 충청남도지방부 회비보관위원, 1927년 4월 1일 충청남도 예산군학교 평의원으로 각각 임명되었고 1928년부터 1935년 4월까지 충남전기주식회사 전무취체역과 이사, 1929년 3월부터 1935년 4월까지 충남전기주식회사 이사와 대주주를 역임했다.
1931년 3월부터 1942년 9월까지 예산양조주식회사 사장을 역임했으며 1932년 5월부터 1933년 8월까지 충청남도 예산군 예산면장을 역임했다. 1932년 10월 1일 일본 정부로부터 조선 쇼와 5년 국세 조사 기념장을 받았고 1933년 4월부터 1939년 3월까지 충남제사주식회사 감사를 역임했다. 1937년 5월 10일 충청남도 민선 도회의원으로 선출되었지만 1937년 11월 16일 무효 처리되었다.
1940년 일본 기원 2600년 축전에 초대받았고 1941년 10월 조선임전보국단 발기인과 평의원으로 선임되었다. 1937년 전라남도 영암군, 1939년 충청남도 연기군 및 천안군, 평안북도 창성군, 1940년 충청남도 홍성군, 1944년 강원도 삼포면에 대한 광업권을 설정하기도 했으며 1942년 6월 3일부터 1945년 6월 2일까지 조선총독부 중추원 참의를 역임했다.
친일파 708인 명단의 중추원 부문, 민족문제연구소의 친일인명사전 수록자 명단의 중추원 부문, 친일반민족행위진상규명위원회가 발표한 친일반민족행위 705인 명단에 포함되었다.

## 참고자료
- 친일반민족행위진상규명위원회 (2009). 〈이종덕〉. 《친일반민족행위진상규명 보고서 Ⅳ-14》. 서울. 112~119쪽.